# 1996년 고성 산불
1996년 고성 산불은 1996년 4월 23일 대한민국 강원도 고성군 죽왕면에서 발화하여 4월 25일까지 강원도 고성군 일대의 산림 3,834헥타르를 태운 산불이다. 화재는 인근에 위치한 육군 사격장에서 불량 TNT를 처리하는 과정에서 규정을 제대로 지키지 않아 발생한 불꽃이 강풍을 타고 번져 나가 발생하였다. 화재로 인해 49세대 140명의 이재민이 발생했으며, 총 227억여 원의 손해를 입었다. 현재 피해 지역에는 산림청 소속 국립산림과학원의 관리 하에 자연 복원지와 인공 조림지로 나뉘어 생태계 복원 및 관련 연구가 이뤄지고 있다.

## 경과

### 4월 23일
4월 23일 낮 12시 22분경, 강원도 고성군 죽왕면에서 불이 나기 시작했다.:11 12시 40분 육군 제6123부대 내에 산불진화 대책본부가 임시로 설치되었다. 2시 30분, 심우석 부군수는 산림청 헬기의 전량 요청을 지원했으나, 건조한 날씨로 인해 동시간대 평창·양구·인제에서도 산불이 발생하여 투입이 지연되었다.:20 3시 10분 산림청 헬기 1대가 최초로 도착하여 진화를 시작했으며,:21 군부대 헬기 및 소방차가 계속 추가 투입했으나 진화에는 큰 어려움을 겪었다.:22
8시 30분 경 고성군 현내면 명파리 고향봉 북방한계선에서도 산불이 났으며 임야 120헥타르를 태웠고 24일 오후 5시가 되어서야 진화에 성공했다. 이 불로 통일전망대의 시설 일부가 불에 탔다.

### 4월 24일
자정 즈음에는 초속 20m의 강풍이 불었고,:13 이내 민가로 불이 번지자 산림과 공익 요원들과 면사무소 직원들은 주민 대피에 총력을 기울였다.:24 2시 경, 불이 번지자 대책본부도 죽왕면 사무소로 이전하였다.:24 또한 송지호 해수욕장 북쪽 주차장으로 불이 옮겨 붙어 산 능선에 있던 속초와 고성을 잇는 통신 케이블이 타버렸다. 이로 인해 시외전화가 14시간 동안 두절되었다.:25 불길은 북서풍을 타고 해안과 남쪽으로 번지면서 토성면 운봉, 학야, 도원리로 번졌다.
군당국은 오전 10시부터 관광객의 출입을 통제하기 시작했다. 또한 대책본부는 산불이 번질 것으로 예상되는 인정리, 삼포리, 운봉 학야리 지역 농가 162명의 주민을 긴급 대피시켰다. 산불이 넓은 지역에서 동시다발적으로 일어나 한정된 수의 헬기로는 진화하는데 역부족이었다. 또한 낙엽으로 인해 불씨가 다시 살아나 큰 어려움을 겪었다.:32 불은 발화지점으로부터 북쪽과 남쪽으로 각각 번지면서 밤 사이 죽왕면 대부분 지역을 태웠다. 설상가상으로 초속 30m의 강풍이 불어 불이 옮겨붙는 속도가 더욱 빨랐다. 오후 11시 15분 경, 간성읍 탑동의 산불이 인근 지역으로 번질 수 있다는 우려 속에 맞불을 놓자는 의견이 주민들 사이에서 나왔고, 이에 소방대의 도움을 받아 맞불을 놓았다.:34

### 4월 25일

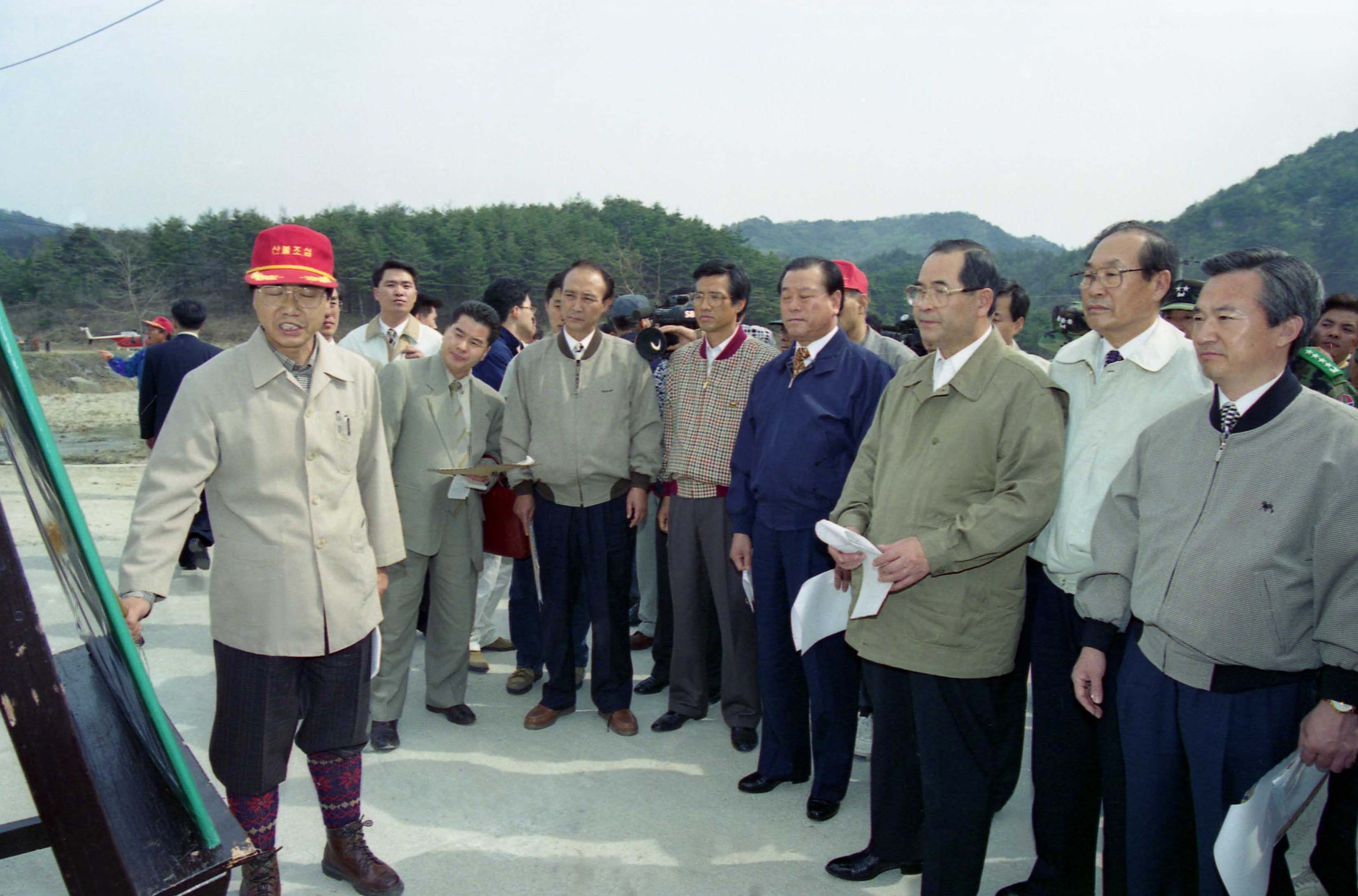
당시 사건 현장을 방문한 이수성 총리(우측에서 세 번째).

고성군은 오전 5시 30분부터 경찰과 군 헬기 11대를 추가로 지원받아 총 20대의 헬기를 현장에 투입하였다. 진화 인력도 늘어나 1만여명이 불길을 잡는데 동참하였다. 대책본부는 불이 새로 옮겨 붙은 지역인 도원리와 학야2리, 선유실리 등 인근 마을 주민 27가구 80여 명을 친척집, 군부대 막사, 노인회관 등으로 대피시켰다.
오전 김영삼 대통령은 이수성 총리에게 전화를 걸어 산불 현장에 가서 진화 작업 및 피해 규모 조사, 복구 지원, 민심 수습을 할 것을 지시했다. 오후 2시 30분에는 이수성 총리가 탑동 지역에 도착하여 화재 상황을 둘러보았고,:38 최각규 강원 지사는 화재지역 일대를 특별재해지역으로 선포할 것을 총리에게 요청하였다. 또한 집이 불탄 주민들을 위해 농촌주택융자자금 지원을 정부에 건의하기로 했다.
대책본부는 설악산 국립공원 근처 토성면 도원리 일대와 간성읍 탑동리 지역에 군병력 및 지역 주민들을 합쳐 4천여 명과 헬기 25대를 동원, 진화 작업을 하여 오후 4시 20분 경 큰 불길을 잡는 데 성공했다. 6시 10분에는 진화에 참여하던 헬기가 모두 철수하였고, 대책본부는 진화 완료를 최종 통보하였다.:40 뒷불을 예방하기 위해 공무원 170명과 소방차 15대를 취약 지역에 배치하여 감시토록 하였다.:41

### 4월 26일
공무원들의 피로 누적과 더불어 뒷불 발생 가능성이 낮아지자 오전 1시 30분 뒷불 감시 요원 전원을 철수시켰다.:41 6시 30분에는 가진리 소재 공설묘지 인근 논에서 작은 불이 발생하여 진화하였다.:41 그 후 더 이상의 불이 없는 것으로 판단하여 투입 인력 및 장비 대부분을 철수시켰다.:41

## 피해
강원도 고성군 죽왕면 삼포1리 마을은 전체 50가구 중 38가구가 완전히 불에 타 가장 큰 피해를 입은 지역이 되었다. 특히 화재 피해를 심하게 입은 간성읍 탑동리, 토성면 도원리 일대 삼림은 자연산 송이가 많이 생산되는 곳이었는데 큰불 때문에 주민의 중요한 소득원이 사라졌다.
4월 28일 산림청과 사고대책본부의 합동조사 결과 해당 산림 지역의 토양이 심하게 훼손되어 원상 복귀에만 최소 40년에서 최대 100년은 걸릴 것으로 예측했다. 먹이사슬이 단절되고 씨앗이 퍼지지 않아 공식 소실 면적의 3배인 1만 헥타르에 이르는 지역이 생태학적으로 피해를 입은 것으로 추산되었다. 불에 탄 부분은 이산화 탄소 흡수 기능이 사라졌으며, 민통선과 설악산을 잇던 생태 통로도 수십 년 동안 끊어질 것으로 추측되었다.

### 피해 규모
다음은 최종 확인된 피해 규모이다.:14
| - 이재민: 49세대 140명 - 산림: 3,834헥타르(1,100여 만평) - 입목: 2,762헥타르 - 송이: 16,215 kg - 묘지 등: 66건 - 건축물: 227동 | - 동산 53,423점 - 집기류 등: 12,133점 - 농기계: 17,745점 - 가축: 718두 - 유실수 등: 21,052본 - 사료 등: 1,775점 - 총 피해 비용: 227억 1천 7백만 원 |

## 화재 원인 및 발화자 처벌
발화 지점은 죽왕면 마좌리 죽변사 계곡 육군 1군지사 8군지단 58탄약대대 사격장으로, 국방부는 이 부대 중사 정재석이 불량 TNT 525발을 폭파하는 과정에서 발생하였다.:11 규정상 TNT는 신호킷을 미리 제거하고 전량 소각 처리를 해야 했지만, 중사 정재석은 이를 마좌리 산33번지에 위치한 공용화기 사격장에서 60cm 크기의 구멍을 파 그 속에 TNT를 넣어 폭발시켰다.:11 이로 인해 구덩이 근처에 있던 신호킷이 발사되면서 불꽃이 강한 바람에 실려 계곡 상류 숲 등지에 옮겨 붙었다.:11 육군은 이 당시 부대 폭발물 처리 반장이었던 정재석 중사를 실화 혐의로 구속했다. 동시에 부대 대대장 신유승 소령을 보직 해임, 8군지단장 정재호 대령은 군사령부 징계위원회에 회부했다. 그러나 국방부 내에서조차 사상 최악의 피해를 기록한 사고에 대한 징계를 부사관 1명으로 끝내는 것은 국민감정을 고려할 때 지나치게 미미한 처벌이라는 비판이 있었다. 또한 육군은 산불 상황을 촬영하려는 방송사들의 헬리콥터 운행 신청을 규정에 걸린다는 이유로 거부, 자체 처벌은 소극적이면서 진상 공개 방지에는 적극적이라는 비판을 받았다.

## 진화가 늦어진 원인
산불이 3일 동안 진화되지 않고 피해규모가 크게 늘어난 원인으로 강한 바람, 건조한 날씨, 험한 지형, 장비 부족, 전문인력 부족 등이 지적되었다. 초기 바람이 계속 강하게 불어 불이 번지는 속도가 상승했으며 바람 방향도 시시각각 변했고 날씨도 건조하여 불이 잘 옮겨 붙었기 때문에 진화의 방향을 잡는 데 어려움을 겪게 만들었다. 불이 난 곳이 대부분 사람이 접근하기 어려운 험준한 지형이었기 때문에 진화 작업의 대부분을 헬기에 의존할 수밖에 없어서 인원을 많이 투입했음에도 그리 효과를 보지 못했다. 또한 강원도에는 자체 산불 진화용 헬기가 한 대도 없었고 진화 장비도 뒷불을 끄는 수준의 조악한 것만 구비하고 있었다. 투입 인원은 1만 명이 넘었지만 이 중 화재 진압을 전문적으로 훈련받은 인원은 2천여 명에 불과했다. 이 때문에 대형 산불을 막을 수 있는 방재 작업에 필요한 예산이 충분히 확보되어야 한다는 비판이 나왔다.
초기 진화에 필요한 신속한 출동 체계가 미흡하여 화를 키웠다는 분석도 나왔다. 산림청에 헬기 지원을 요청했지만 현장까지 날아오는 데 1시간 30분이 걸렸던 것이다. 또한 군부대 사격장 인근에서 불이 나더라도 불발탄 등이 폭발할 위험이 있기 때문에 쉽게 접근할 수가 없고 군부대의 협조가 있어야 진화 작업을 할 수 있는 등 신속하게 불을 끌 수 있는 여건이 갖춰지지 않았다는 지적도 나왔다.
주민들은 행정청이 솔잎혹파리 제거 등을 이유로 솎아베기한 소나무를 그대로 산에 방치한 결과 이들 나무에 불이 빠르게 옮겨 붙어 피해가 더욱 커졌다고 지적했다. 덧붙여 화재가 발생한 후 군부대가 13시간이 되도록 대피 방송을 한 번도 하지 않아 피해가 더 커졌다고 성토했다. 마찬가지로 주민 및 함께 진화 작업에 참여했던 공무원들은 군부대가 기민하게 대응하지 않아 화를 키웠다는 불만을 터뜨렸고, 산불 책임 관련자를 전원 구속해야 한다고 주장했다.

## 후속 조치
1996년 4월 26일, 김영삼 대통령은 고성지역 산불을 포함 잇달아 일어나는 대형 산불에 대해 종합적인 대책을 동년 6월까지 수립하라고 내각에 지시했다. 다음 날 정부는 정부종합청사에서 산불 방지 종합 대책 마련을 위한 관계부처 회의를 열고, 산불이 국방부의 과실로 드러난 만큼 피해 지역 주민들에게 국가배상을 실시하기로 결정했다. 또한 농림수산부장관을 본부장으로 하여 ‘고성산불 중앙사고대책본부’를 중심으로 화재 원인과 피해규모 조사 등의 후속 절차를 밟기로 했다. 관계부처합동조사단은 이날 현장에 투입되어 주민의 재산피해 및 산림피해액 등에 대한 정밀 조사에 착수했으며, 피해농가에 볍씨와 영농 자재 및 영농자금 등을 특별지원하기로 했다. 육군 또한 예하 부대에 모든 병력과 장비를 동원하여 피해 지역 복구를 도우라는 지시를 하달했다. 강원도는 피해지역 주민들에 대해 재산세, 도시계획세, 종합토지세, 지방세 등의 징수를 6개월 동안 유예했다.
동년 6월 19일 환경부는 산불로 탄 지역 중 주민들의 경제 활동에 피해가 가지 않는 지역을 골라 나무를 심지 않은 채 50~100년 동안 자연적으로 치유되는 과정을 관찰하는 생태계 복원 시험장을 만들 계획을 발표했다. 자연 복원지는 고성군 죽왕면 구성리와 인정리 두 곳에 각각 30헥타르와 70헥타르 규모로 조성되었다.
이듬해 1997년 4월 보도에 따르면, 산림청은 주민들의 송이 채취를 앞당기기 위해 조림 계획을 세웠다. 그러나 촉박한 조림 일정으로 인해 묘목을 구하기 어렵게 되자 온실에서 속성 재배한 나무를 공급하기로 하였고, 이로 인해 여러 임학자들로부터 비판이 나왔다.

## 사고 이후 상황
고성군 주민 316명은 1997년 4월 국가를 상대로 송이버섯 채취 활동 등에 대한 피해 배상을 요구하는 집단소송을 냈다. 같은 해 8월 15일 제8군단지구 배상심의위원회는 발화자가 사격장 시설 공사를 한 민간인이기 때문에 국가배상법을 적용할 수 없어 배상 기각 판정을 내렸다. 1998년 12월 3일 서울지법은 전년도 4월 집단소송에 대해 국가는 주민에게 84억여 원을 지급하라는 강제조정 결정을 내렸다.
화재 9년 후인 2005년 4월 기준으로 고성군 두 곳에 설치된 자연 복원지는 인공 조림지에 비해 식물의 무게 및 밀도가 훨씬 높았다. 그러나 아직 토양이 척박한 곳이 많으며 식생도 빈약하여 일반적인 숲의 모습을 되찾기 위해서는 10년 정도가 더 필요한 것으로 나타났다. 2009년 6월 산림청 산하 국립산림과학원의 연구에 따르면 산불로 소실된 지역에서 야생 조류 16종이 관찰되어 피해를 입지 않은 주변 지역의 20종에 비해 80% 수준을 회복하였다. 2010년 4월 보도에 따르면 산불 피해 이후 소나무 조림목의 성장은 지속적으로 이루어졌으나, 자연복원지에서 자라난 참나무에서 변색 및 동공 현상이 심각한 것으로 나타났다. 2015년 5월 기준으로 사고 이전에 있었던 소나무 숲은 대다수가 사라졌으며 참나무, 상수리나무, 진달래 등의 활엽목과 잡목이 2~3m 크기로 자라나고 있다. 복원지 반대편에는 동부지방산림청 양양국유림관리소에서 관리 중인 인공 조림지가 조성되어 있다. 소나무와 자작나무 단일종으로 구성되어 있으며, 어느 정도의 숲을 이루는데는 성공하였다. 그러나 산불로 인해 토양의 능력이 떨어져 소나무의 키도 보통 나무와 비교하여 41~71.9% 수준에 불과한 것으로 나타났다.

## 같이 보기
- 2019년 고성-속초 산불